# Etaxalus laterialbus
Etaxalus laterialbus là một loài bọ cánh cứng trong họ Cerambycidae.